# Hydrotetrix hivaoana
Hydrotetrix hivaoana är en insektsart som beskrevs av Tinkham 1938. Hydrotetrix hivaoana ingår i släktet Hydrotetrix och familjen torngräshoppor. Inga underarter finns listade i Catalogue of Life.